# Frederick Gardner Cottrell

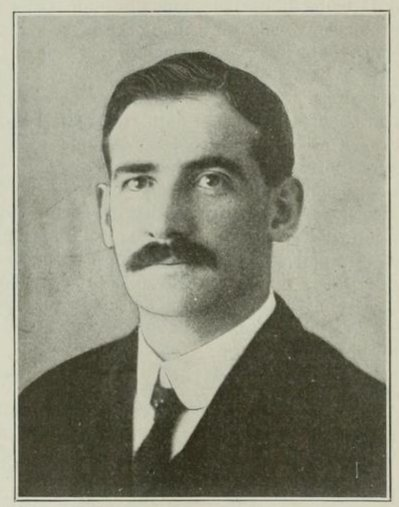
Frederick Gardner Cottrell

Frederick Gardner Cottrell (* 10. Januar 1877 in Oakland, Kalifornien; † 16. November 1948 in Berkeley, Kalifornien) war ein US-amerikanischer Chemiker und Erfinder. Er galt als ein führender Forscher seiner Zeit und war ein bedeutender Förderer der Wissenschaft. Er ist in der Elektrochemie durch die nach ihm benannte Cottrell-Gleichung bekannt, als Erfinder vor allem durch seine Entwicklung der Elektroabscheidung, die als das leistungsfähigste Verfahren zur Abscheidung von Stauben und Nebeln aus Schornsteinabgasen und Prozessgasen gilt.

## Akademische Ausbildung
Im Alter von 16 Jahren beendete Cottrell die High School und schrieb sich in Chemie an der University of California, Berkeley ein. 1896 schloss er den Studiengang als Bachelor (B.S.) ab. Nach einem Jahr universitärer Arbeit in Berkeley unterrichtete er an der High School in Oakland für weitere drei Jahre, anschließend führte er sein Studium in Deutschland weiter. Sein Weg führte ihn zuerst an die Universität Berlin, wo er bei Jacobus Henricus van't Hoff studierte. Später wechselte er an die Universität Leipzig zu Wilhelm Ostwald. Hier erwarb er 1903 seine Doktorwürde mit hervorragender Bewertung („summa cum laude“), weil seine Arbeit ein damals als Herausforderung geltendes Problem löste.
Nach seiner Rückkehr in die USA arbeitete er als Dozent für in Chemie an der University of California, Berkeley, ab 1906 bis 1911 als Assistant professor.

## Cottrells Wirken
Frederick Gardner Cottrell ist in der Elektrochemie bekannt für die von ihm hergeleitete und daher nach ihm benannte Cottrell-Gleichung, die die Zeitabhängigkeit eines Stromes bei einem Potentialsprung beschreibt, siehe Chronoamperometrie. Sie kann in der Elektroanalytik zur Konzentrationsbestimmung genutzt werden, wird aber meistens zur Bestimmung des Diffusionskoeffizienten verwendet.
Wichtiger jedoch war seine Rolle als der Erfinder des Elektrofilters für die Abscheidung von Partikeln aus Gasen. Diese Apparate werden allgemein zur Reduzierung von Emissionen durch Rauchgase aus Kraftwerken, Stäuben aus Zementöfen und anderen industriellen Quellen verwendet.
Während Industriekamine ein allgemeiner Anblick zur Jahrhundertwende wurden, stellte Frederick Cottrell fest, dass es wünschenswert wäre, der zunehmenden Luftverschmutzung Einhalt zu gebieten, aber auch, dass wertvolle Rohstoffe mit den unerwünschten Rauchgasen in die Atmosphäre entschwanden.
1906 stellte die Firma DuPont Cottrell als Berater an, um in ihren Pulverfabriken von Pinole (Kalifornien) Probleme bei der Herstellung von Schwefelsäure zu beseitigen. Beim Kontaktverfahren, das hier zur Herstellung der Schwefelsäure benutzt wurde, entstand auch Arsen, das die Katalysatoren verstopfte. Cottrell schloss, dass eine Zentrifuge das Arsen aus dem Schwefelsäure-Nebel entfernen würde. Anschließend musste der so gereinigte Schwefelsäure-Nebel abgeschieden werden. Er führte seine ersten Versuche der elektrostatischen Abscheidung an der University of California, Berkeley durch, um Nebeltröpfchen elektrisch aufzuladen, die dann zur gegenüber Elektrode abwanderten, an der sie gesammelt werden konnten. Dies verschaffte ihm den Einstieg in die Problematik der Emissionsminderung.
1907 beantragte er das Patent „Art of Separating Suspended Particles from Gaseous Bodies“ für eine Apparatur, die gleichgerichtete Hochspannung zu einer Sprühelektrode führte, welche die elektrische Ladung an Staubpartikel in vorbeiströmende Dämpfe übertrug. Diese aufgeladenen Staubpartikel wurden dann von einer Elektrode mit entgegengesetzter Ladung angezogen, an der sie gesammelt und als wertvolle Rohstoffe zurückgewonnen werden konnten.
1907 ergab sich für Cottrell die Chance seine entwickelte elektrostatische Apparatur in einem anderen Verfahren anzuwenden: Ein Gericht in Solano County, Kalifornien, hatte die Selby-Hütte dazu verurteilt, den stark schwefelhaltigen Rauch aus ihren Schmelzöfen zu reinigen. Die Bleipartikel wurden bereits durch ein Schlauchfilter, bestehend aus 2.000 wollenen Schläuchen von jeweils zehn Metern Länge, ausgefiltert. Durch Cottrells elektrostatischen Abscheider konnte auch der Schwefelsäure-Nebel abgeschieden und zurückgewonnen werden.
Cottrell installierte später ähnliche Apparate in einer Kupferhütte und einem Zementwerk. Außerdem passte er sein Verfahren zur Stofftrennung mittels elektrischer Hochspannung auch für die Trennung von Emulsionen an. Damit konnte man Wasser aus kalifornischem Öl entfernen und so seinen Marktwert steigern, was sich – wie die Staubentfernung aus Abgasen – als lukratives Geschäft erwies.
Cottrells Elektrofilter, der damals einfach als „Cottrell“ bekannt wurde, verwendete Hochspannung, um 90 bis 98 % der Asche, des Staubes und der Säure abzuscheiden, die Industriekamine damals in die Luft spuckten.
Elektrostatische Abscheidung ist eine zuverlässige Technologie seit den frühen Anfängen in den ersten Jahren des 20. Jahrhunderts. Heute werden Elektrofilter hauptsächlich in großen Kraftwerken, Zementwerken, Verbrennungsanlagen und in der Industrie zur Gasreinigung eingesetzt.
1911 wechselte er von Universität zu dem U.S. Bureau of Mines, wo er 1919 schließlich Direktor wurde. Dort arbeitete er in der Verfahrensentwicklung der Kriegsprogramme z. B. der Bindung von Stickstoff für Explosivstoffe (da die USA zu der Zeit keine Anlagen hatten, die das Haber-Bosch-Verfahren verwendeten) und um Helium aus der Luft zu gewinnen.
Von 1922 bis 1930 arbeitete er als Direktor des „Fixed Nitrogen Research Laboratory“ im Landwirtschaftsministerium, welches erfolgreich einen Katalysator für ein Haber-ähnliches Verfahren entwickelte.
Cottrell gründete 1912 die Research Corporation mit Hilfe von Charles Walcott, dem damaligen Sekretär der Smithsonian Institution. Die Research Corporation sollte Cottrells und andere Patente öffentlichkeitswirksam verwerten und mit der Wissenschaftsgemeinde geldbringend teilen.
Vor dem Zweiten Weltkrieg, als die staatliche Unterstützung für wissenschaftliche Forschung gering war, stellte die Research Corporation dringend benötigtes Kapital z. B. für Ernest Lawrence’ Entwicklung des Zyklotrons und Robert Goddards Raketenexperimente zur Verfügung.
Schon 1902, bei einem Treffen in Ostwalds Haus, wurde bei einer Diskussion über internationale Sprachen Cottrells Interesse an diesem Thema geweckt. Cottrell wurde zu einem Verfechter einer internationalen Hilfssprache und führte einen Ausschuss dazu. 1923 gewann er Alice Vanderbilt Morris für dieses Projekt. 1924 wurden sie Mitbegründer der International Auxiliary Language Association IALA, die die Plansprache Interlingua entwickelte. Cottrell war vom Gründungsjahr 1924 bis zu seinem Tode 1948 Direktor der IALA.

## Privatleben
1904 heiratete Cottrell Jessie M. Fulton aus San Francisco. Die beiden Kinder dieser Ehe starben früh.

## Preise und andere Ehrungen
Cottrell erhielt 1919 die Perkin Medal der Society of Chemical Industry, 1920 die Willard Gibbs Medal der American Chemical Society ACS, 1924 die Goldmedaille des American Institute of Mining, Metallurgical, and Petroleum Engineers und 1937 die Holley Medal der American Society of Mechanical Engineers. 1938 wurde Cottrell in die American Philosophical Society und 1939 in die National Academy of Sciences aufgenommen. 1940 wurde er von der National Association of Manufacturers in eine Liste der 19 bedeutendsten amerikanischen Erfinder gewählt. 1977, im hundertsten Jahr nach Cottrells Geburtstag, wurde der Asteroid (2026) Cottrell nach ihm benannt. Außerdem wurde Cottrell 1982 in die Alpha Chi Sigma Hall of Fame aufgenommen und 1992 in die National Inventors Hall of Fame. Die Research Corporation vergibt seit 1994 den Cottrell Scholar Award.